# Quartet (estrofa)
El quartet és una estrofa de quatre versos d'art major (9 o més sil·labes per vers) amb rima consonant, on rimen el primer vers amb el quart i el segon amb el tercer: (ABBA) o bé rimen tots quatre (AAAA), el primer amb el tercer i el segon amb el quart (ABAB), o el primer amb segon i el tercer amb el quart (AABB). Generalment la rima és però ABBA o ABBA. Si és d'art menor (de 8 síl·labes o menys) s'anomena quarteta, tot i que la tradició catalana medieval, en la Mètrica Catalana, no tenia en compte aquesta distinció.
El quartet com a tal s'ha usat independentment, però el seu ús més comú ha estat formant part d'un poema més llarg com el sonet.

## Exemple de quartet
Que jo mateixa, si no fos tan llega,

En lletra clara contaria el fet.

Temps era temps hi hagué la vaca cega:

Jo sóc la vaca de la mala llet. Pere Quart

## Combinacions mètriques

### Quartets isomètrics (un sol tipus de vers)
- Alexandrins (vers de 12 síl·labes) :

« Le soir tombait, un soir équivoque d'automne : 

Les belles, se pendant rêveuses à nos bras, 

Dirent alors des mots si spécieux, tout bas, 

Que notre âme, depuis ce temps, tremble et s'étonne. » Les ingénus – Verlaine, Les fêtes galantes
- Decasíl·labs (vers de 10 síl·labes) :
- Octosíl·labs (vers de 8 síl·labes) :
- Heptasíl·labes (vers imparells de 7 síl·labes) :
- Pentasíl·labs (vers imparell de 5 síl·labes) :
- i d'altres encara de parells o imparells : tetrasíl·labs de 4 síl·labes, 9 síl·labes…..

### Quartets heteromètrics
Les combinacions són extremadament variables, per exemple :
- 8/8/12/8 síl·labes :
- 12/12/12/6 syllabes :

« Un soir, t'en souvient-il ? nous voguions en silence,

On n'entendait au loin, sur l'onde et sous les cieux,

Que le bruit des rameurs qui frappaient en cadence

Tes flots harmonieux. » Le lac (Lamartine)
- 12/6/12/6 síl·labes :
- 6/6/2/6 síl·labes :
- 12/3 síl·labes :
- versos lliures :

### Quartet aïllat
El quartet es pot usar sol i aleshores constitueix un petit poema complet com n'hi molts exemples des de l'Edat Mitjana:
- Per exemple en François Villon :

« Je suis François, dont il me poise

Né de Paris emprès Pontoise

Et de la corde d'une toise

Saura mon col que mon cul poise »
- En Nostradamus en les seves Centuries :

« Le lyon ieune le vieux surmontera,

En champ bellique par singulier duelle:

Dans cage d'or les yeux luy creuera,

Deux classes vne, puis mourir, mort cruelle. » (I, 35)
- En forma d'epigrama en Voltaire :

« L'autre jour au fond d'un vallon,

Un serpent piqua Jean Fréron ;

Que croyez-vous qu'il arriva ?

Ce fut le serpent qui creva. »